# Медина дел Кампо
Медина дел Кампо (шп. Medina del Campo) град је у Шпанији у аутономној заједници Кастиља и Леон у покрајини Ваљадолид. Према процени из 2017. у граду је живело 20 774 становника.

## Становништво
Према процени, у граду је 2017. живело 20 774 становника.
| 2017.  |
| ------ |
| 20.774 |

## Партнерски градови
- Montmorillon
- Zug
- Western Sahara
- Сеговија